# Мориц Казимир II (Бентхайм-Текленбург)
Мориц Казимир II фон Бентхайм-Текленбург (на немски: Moritz Casimir II von Bentheim-Tecklenburg; * 12 септември 1735 в Хоенлимбург; † 2 ноември 1805 в Реда) е граф на Бентхайм-Текленбург и Лимбург (1768 – 1805).
Той е син на граф Мориц Казимир I фон Бентхайм-Текленбург (1701 – 1768) и първата му съпруга графиня Албертина Хенриета фон Изенбург-Бюдинген-Меерхолц (1703 – 1749), дъщеря на граф Георг Албрехт фон Изенбург-Бюдинген (1664 – 1724) и графиня Амалия Хенриета фон Сайн-Витгенщайн-Берлебург (1664 – 1733).
Мориц Казимир II умира на 2 ноември 1805 г. в Реда на 70 години.

## Фамилия
Мориц Казимир II фон Бентхайм-Текленбург се жени на 2 септември 1761 г. за графиня Хелена Шарлота София фон Сайн-Витгенщайн-Берлебург (* 8 декември 1739; † 4 ноември 1805), дъщеря на граф Лудвиг Франц фон Сайн-Витгенщайн-Берлебург-Лудвигсбург (1694 – 1750) и Хелена Емилия фон Золмс-Барут (1700 – 1750). Те имат пет деца:
- дете (*/† 17 октомври 1762)
- Мориц Казимир III (1764 – 1806), граф на Бентхайм-Текленбург, женен на 13 юли 1789 г. в Лемго за Филипина Хенриета Вилхелмина фон Изенбург-Бюдинген (1772 – 1834), дъщеря на граф Кристиан Карл фон Изенбург-Бюдинген-Филипсайх (1732 – 1779) и Констанца София фон Сайн-Витгенщайн-Берлебург (1733 – 1776)
- Емил Фридрих Карл (1765 – 1837), принц на Бентхайм-Текленбург, женен на 26 май 1791 г. във Витгенщайн за графиня Луиза фон Сайн-Витгенщайн-Хоенщайн (1768 – 1828), дъщеря на граф Йохан Лудвиг фон Сайн-Витгенщайн-Хоенщайн (1740 – 1796) и Фридерика Каролина Луиза фон Пюклер-Лимпург (1738 – 1772)
- Фридрих Вилхелм Христиан Август (1767 – 1835), граф на Бентхайм-Текленбург-Реда, женен на 16 март 1797 г. във Витгенщайн за графиня Вилхелмина Елизабет Каролина фон Сайн-Витгенщайн-Хоенщайн (1773 – 1856), дъщеря на граф Йохан Лудвиг фон Сайн-Витгенщайн-Хоенщайн (1740 – 1796) и Вилхелмина Хенриета Каролина фон Пюклер-Лимпург (1746 – 1800)
- Амалия Изабела Сидония (1768 – 1822), омъжена на 1 април 1791 г. в Реда, за граф Хайнрих Фердинанд фон Изенбург-Бюдинген-Филипсайх, баварски генерал (1770 – 1838), син на граф Кристиан Карл фон Изенбург-Бюдинген-Филипсайх (1732 – 1779) и Констанца София фон Сайн-Витгенщайн-Берлебург (1733 – 1776).